# 일본의 역사교과서 문제
일본의 역사교과서 문제(日本의 歷史敎科書 問題)는 일본과 인접 국가(중화인민공화국, 대한민국 등) 사이에서 겪고 있는 일본의 역사교과서 기술을 둘러싼 문제이다.

## 개요
일본의 교과서 기술에서 드러나는 과거사 인식은 한국과 중국 등 주변국의 입장을 고려하지 않았다고 종종 지적되어 왔다. 특히, 고대사와 근현대사와 관련한 한일관계에 대한 서술과 제국주의 일본에 대한 미화와 왜곡은 주변국의 반발을 불러일으켰다. 1990년대 후반에 결성된 새로운 역사 교과서를 만드는 모임을 중심으로 이러한 경향이 두드러져 논란이 되었다. 영토 문제와 관련, 독도와 센카쿠 제도에 대한 일방적인 주장도 문제가 되었다. 2001년 4월과 2005년 4월, "새로운 역사 교과서를 만드는 모임"의 주도로 중학교 역사교과서 다수가 수정된 후에, 검정합격하였다. 중국 정부는 이것을 역사의 왜곡이라고 비판하였으나, 일본정부는 기술에 명백한 오류가 있다고 할 수 없어, 제도상 정정할 수 없다는 입장에 있다.:498

## 대한민국과의 문제
대한민국에서는 수 차례 교과서 기술이나 강연회, 정치인의 발언 등에서 일본의 과거사 인식이 문제가 되었다. 1980년대 중반에는 일본의 역사교과서의 내용에 대한 반발로 시정을 요구하기도 했으며, 2001년에는 한일역사공동연구위원회를 조직하여 2010년에 그 결과를 발표하는 등 양국의 시각차를 줄이려는 노력이 있었으나, 교과서에 대한 논란은 2023년인 현재도 진행 중이다.

## 베트남과의 문제
1982년 9월 일본국 문부성 검정 교과서가 "침략"을 "진출"에 다시 교과서를 허용했을 때, 베트남 공산당 기관지 냐잔은 "역사 위조"라고 비난했다.

## 관련서적
- Ienaga, Saburō. Taiheiyō Sensō. Tokyo: Iwanami Shoten, 1968. Written as a counterweight to the controversial textbooks, it attempts to survey the reasons for and the conduct of the Pacific War from 1931 to 1945. Translated and entitled variously:
  - The Pacific War, 1931–1945: A Critical Perspective on Japan's role in World War II. New York: Pantheon Books, 1978. ISBN 0394734963.
  - The Pacific War: World War II and the Japanese, 1931–1945. New York: Pantheon Books, 1978. ISBN 0394497627.
  - Japan's Last War: World War II and the Japanese, 1931–1945. Canberra: Australian National University Press, 1979. ISBN 070810312X.

## 같이 보기
- 역사수정주의
- 일본의 우익단체
- 후소샤
- 교학사
- 이시하라 신타로
- 아베 신조
- 일본의 전쟁범죄
- 2015년 한국사 교과서 국정화 논란
- 2005년 반일 시위
- 이주갑인상
- 식민사관
- 만선사관
- 대륙사관
- 조선사 편수회
- 근린제국 조항(일본어판)
- 일본의 교과용도서검정(일본어판)
- 일본의 역사왜곡